# Euthoracaphis longisetosa
Euthoracaphis longisetosa är en insektsart som beskrevs av Ghosh, A.K. och D.N. Raychaudhuri 1973. Euthoracaphis longisetosa ingår i släktet Euthoracaphis och familjen långrörsbladlöss. Inga underarter finns listade i Catalogue of Life.